# Charles Gussin

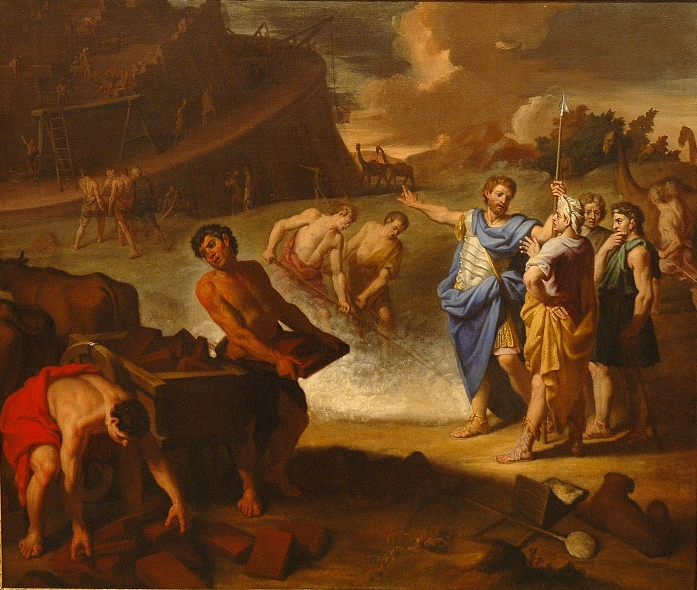
La Construction de la Tour de Babel, 1690, Chaumont, musée municipal

Charles Gussin ou Cussin est un peintre français du XVIIe siècle.
Sa vie n'est pas documentée, on sait seulement qu'il remporta un Prix de Rome de peinture en 1690 ; le tableau correspondant doit être celui conservé au musée de Chaumont. Charles Gussin semble par la suite avoir été actif à Venise.

## Œuvres
- Musée de Chaumont : La Construction de la Tour de Babel, huile sur toile 109 × 130,5[1].

## Site externes
- Moana Weil-Curiel, « La Construction de la Tour de Babel du Musée de Chaumont : le « Grand Prix » de 1690 retrouvé ? », La Tribune de l'Art, janvier 2013, .